# Марсело Саралегі
Марсело Саралегі (ісп. Marcelo Saralegui, нар. 18 травня 1971, Монтевідео) — уругвайський футболіст, що грав на позиції півзахисника, зокрема за клуби «Насьйональ», «Торіно» та «Колон», а також за національну збірну Уругваю, у складі якої — володар Кубка Америки. По завершенні ігрової кар'єри — тренер.

## Клубна кар'єра
Народився 18 травня 1971 року в Монтевідео. Вихованець футбольної школи клубу «Насьйональ». Дорослу футбольну кар'єру розпочав 1988 року в основній команді того ж клубу, в якій провів три сезони, взявши участь у 37 матчах чемпіонату. 
Своєю грою за цю команду привернув увагу представників тренерського штабу італійського «Торіно», до складу якого приєднався 1991 року. Утім в Італії не заграв і за два роки, провівши лише дві гри в італійській першості, повернувся др «Насьйонаоя», звідку відразу ж був відданий в оренду до аргентинського «Расінга» (Авельянеда). Виступа в Аргентині протягом 1993–2001 років, встигнувши пограти крім «Расінга» за «Колон» та «Індепендьєнте».
2001 року повернувся на батьківщину, де до 2004 року грав за «Насьйональ», «Фенікс» та «Уругвай Монтевідео».

## Виступи за збірну
1992 року дебютував в офіційних матчах у складі національної збірної Уругваю.
У складі збірної був учасником розіграшу Кубка Америки 1993 року в Еквадорі, розіграшу Кубка Америки 1995 року в Уругваї та розіграшу Кубка Америки 1997 року у Болівії. На домашньому турнірі 1995 року здобув титул континентального чемпіона.
Загалом протягом кар'єри в національній команді, яка тривала 6 років, провів у її формі 33 матчі, забивши 6 голів.

## Кар'єра тренера
Розпочав тренерську кар'єру невдовзі по завершенні кар'єри гравця, 2005 року, очоливши тренерський штаб клубу «Уругвай Монтевідео».
Протягом тренерської кар'єри також очолював команди «Серріто» та «Рампла Хуніорс».
Наразі останнім місцем тренерської роботи був клуб «Колехіалес», головним тренером команди якого Марсело Саралегі був протягом 2016 року.
| Дата       | Місто          | Господарі | Результат          | Гості         | Турнір                          | Голи | Примітки |
| ---------- | -------------- | --------- | ------------------ | ------------- | ------------------------------- | ---- | -------- |
| 21-6-1992  | Монтевідео     | Уругвай   | 2 – 0              | Австралія     | товариський матч                | -    |          |
| 4-7-1992   | Монтевідео     | Уругвай   | 3 – 1              | Еквадор       | товариський матч                | -    | 75'      |
| 1-8-1992   | Монтевідео     | Уругвай   | 2 – 1              | Коста-Рика    | товариський матч                | -    | 82'      |
| 25-11-1992 | Кампіна-Гранде | Бразилія  | 1 – 2              | Уругвай       | товариський матч                | -    |          |
| 29-11-1992 | Монтевідео     | Уругвай   | 0 – 1              | Польща        | товариський матч                | -    |          |
| 20-12-1992 | Монтевідео     | Уругвай   | 1 – 4              | Німеччина     | товариський матч                | -    | 58'      |
| 16-6-1993  | Амбато         | Уругвай   | 1 – 0              | США           | Копа Америка 1993 - 1-й етап    | -    |          |
| 19-6-1993  | Амбато         | Уругвай   | 2 – 2              | Венесуела     | Копа Америка 1993 - 1-й етап    | 1    |          |
| 22-6-1993  | Кіто           | Еквадор   | 2 – 1              | Уругвай       | Копа Америка 1993 - 1-й етап    | -    |          |
| 26-6-1993  | Гуаякіль       | Колумбія  | 1 – 1 (5 – 3 п.п.) | Уругвай       | Копа Америка 1993 - чвертьфінал | 1    |          |
| 5-9-1993   | Гуаякіль       | Еквадор   | 0 – 1              | Уругвай       | Відбір до ЧС 1994               | -    | 64'      |
| 12-9-1993  | Монтевідео     | Уругвай   | 2 – 1              | Болівія       | Відбір до ЧС 1994               | -    | 75'      |
| 25-6-1995  | Пайсанду       | Уругвай   | 7 – 0              | Нова Зеландія | товариський матч                | -    | 46'      |
| 28-6-1995  | Ривера         | Уругвай   | 2 – 2              | Нова Зеландія | товариський матч                | -    | 55'      |
| 9-7-1995   | Монтевідео     | Уругвай   | 1 – 0              | Парагвай      | Копа Америка 1995 - 1-й етап    | -    | 76'      |
| 13-7-1995  | Монтевідео     | Уругвай   | 1 – 1              | Мексика       | Копа Америка 1995 - 1-й етап    | 1    |          |
| 16-7-1995  | Монтевідео     | Уругвай   | 2 – 1              | Болівія       | Копа Америка 1995 - чвертьфінал | -    | 66'      |
| 19-7-1995  | Монтевідео     | Уругвай   | 2 – 0              | Колумбія      | Копа Америка 1995 - півфінал    | -    | 84'      |
| 11-10-1995 | Сальвадор      | Бразилія  | 2 – 0              | Уругвай       | товариський матч                | -    | 85'      |
| 24-4-1996  | Каракас        | Венесуела | 0 – 2              | Уругвай       | Відбір до ЧС 1998               | -    |          |
| 2-6-1996   | Монтевідео     | Уругвай   | 0 – 2              | Парагвай      | Відбір до ЧС 1998               | -    | 46'      |
| 7-7-1996   | Барранкілья    | Колумбія  | 3 – 1              | Уругвай       | Відбір до ЧС 1998               | -    | 69'      |
| 8-10-1996  | Монтевідео     | Уругвай   | 1 – 0              | Болівія       | Відбір до ЧС 1998               | -    | 82'      |
| 12-11-1996 | Сантьяго       | Чилі      | 1 – 0              | Уругвай       | Відбір до ЧС 1998               | -    | 68'      |
| 15-12-1996 | Монтевідео     | Уругвай   | 2 – 0              | Перу          | Відбір до ЧС 1998               | -    | 85'      |
| 12-2-1997  | Кіто           | Еквадор   | 4 – 0              | Уругвай       | Відбір до ЧС 1998               | -    | 63'      |
| 2-4-1997   | Монтевідео     | Уругвай   | 3 – 1              | Венесуела     | Відбір до ЧС 1998               | -    |          |
| 12-6-1997  | Монтевідео     | Уругвай   | 0 – 1              | Перу          | Копа Америка 1997 - 1-й етап    | -    |          |
| 15-6-1997  | Сукре          | Уругвай   | 2 – 0              | Венесуела     | Копа Америка 1997 - 1-й етап    | 1    |          |
| 18-6-1997  | Ла-Пас         | Болівія   | 1 – 0              | Уругвай       | Копа Америка 1997 - 1-й етап    | -    | 77'      |
| 20-7-1997  | Ла-Пас         | Болівія   | 1 – 0              | Уругвай       | Відбір до ЧС 1998               | -    |          |
| 10-9-1997  | Ліма           | Перу      | 2 – 1              | Уругвай       | Відбір до ЧС 1998               | -    | 68'      |
| 16-11-1997 | Мальдонадо     | Уругвай   | 5 – 3              | Еквадор       | Відбір до ЧС 1998               | 2    |          |
| Усього     |                | Матчів    | 33                 |               | Голів                           | 6    |          |

## Титули і досягнення
- Чемпіон Уругваю (2):

«Насьйональ»: 1992, 2001
- Володар Кубка Італії (1):

«Торіно»: 1992/1993
- Володар Кубка Америки (1):

Уругвай: 1995